# خوزه پکرمن
خوزه پکرمن (اسپانیایی: José Pékerman‎؛ زاده ۳ سپتامبر ۱۹۴۹) بازیکن پیشین و سرمربی فوتبال اهل آرژانتین است.

## افتخارات
وی در دوران مربی گری موفق به کسب سه مرتبه قهرمانی جام جهانی فوتبال زیر ۲۰ سال و دو بار قهرمانی جام جوانان آمریکای جنوبی برای آرژانتین شد. 

## مربیگری
در جام جهانی فوتبال ۲۰۰۶ مربی تیم ملی فوتبال آرژانتین بود و در سال ۲۰۱۲ به طور رسمی مربی تیم ملی فوتبال کلمبیا شد. 

## زندگی شخصی
وی تابعیت دوگانهٔ آرژانتینی و کلمبیایی است. پکرمن یهودی است.